# Casa Sacristan
Casa Sacristan era una obra d'Amposta (Montsià) inclosa a l'Inventari del Patrimoni Arquitectònic de Catalunya.

## Descripció
Edifici civil d'habitatges; tenia la planta rectangular. L'alçat estava compost per una planta baixa, un pis i una coberta plana, situada entre altres cases.
La façana tenia una organització molt elemental: dues finestres i porta principal lateral a la planta baixa (totes tres amb reixats de ferro); balcó que ocupava quasi la totalitat del pis i que comptava amb una barana de ferro, era el més significatiu del pany de paret, que combinava línies rectes i corbes creant un dibuix amb clar inspiració en l'"art nouveau"; aquest balcó tenia dues portes amb emmarcaments superiors fets d'esgrafiats amb motius florals; damunt d'elles hi havia una franja horitzontal també amb esgrafiats que precedeix a la cornisa, i balustrada superior.

## Història
La família Sacristán va comprar aquesta casa -composta per dos edificis- entre els anys 1930-34. En comprar-la es va reformar tota la façana, dirigint les obres el Sr. Miquel González "Manyà".
Abans hi havia una botiga de roba i més anteriorment una central telefònica.
Els Sacristán van viure a la casa fins a l'any 1976.
El 1992 es començà a bastir un nou habitatge al mateix solar.